# Wilhelmsburg (Hamburg)
Wilhelmsburg, Hamburg-Wilhelmsburg – dzielnica miasta Hamburg w Niemczech, w okręgu administracyjnym Hamburg-Mitte. Od 1768 w granicach miasta. Pod względem powierzchni jest największą dzielnicą miasta.

## Historia
Jako samodzielne miasto w 1927 połączone z miastem Harburg tworząc miasto Harburg-Wilhelmsburg. 1 kwietnia 1938 na mocy ustawy o Wielkim Hamburgu włączony w granice Hamburga.

## Gospodarka
Royal Dutch Shell posiada tutaj rafinerię.